# Cryptolestes robinclarkei
Cryptolestes robinclarkei is een keversoort uit de familie dwergschorskevers (Laemophloeidae). De wetenschappelijke naam van de soort werd in 2004 gepubliceerd door Oldfield Thomas.